# Kościelec
Kościelec es un pueblo de Polonia, situado en la Pequeña Polonia, en la parte meridional del país. Se encuentra aproximadamente a 35 km al norte de Cracovia. Su población es de 540 habitantes.

## Historia
En el centro del pueblo está situada una iglesia románica. Se estima que la iglesia de San Adalberto fue fundada alrededor del año 1231 por el obispo de Cracovia Wisław herbu Zabawa.
Durante años, la iglesia fue quemada y destruida muchas veces. Entre 1628 y 1634, el párroco Maciej Moleda emprendió su renovación.
El edificio aguantó la Segunda Guerra Mundial.
- Datos: Q6435592
- Multimedia: Kościelec (powiat proszowicki) / Q6435592

1. ↑  Worldpostalcodes.org,código postal n.º 32-100.